# Sogda suturalis
Sogda suturalis is een keversoort uit de familie van de truffelkevers (Leiodidae). De wetenschappelijke naam van de soort werd in 1828 gepubliceerd door Johan Wilhelm Zetterstedt.

## Synoniemen
- Hydnobius perrisii Fairmaire, 1855